# 祁羅沙
祁羅沙主教（D. Alexandre da Silva Pedrosa Guimarães）是第7任天主教澳門教區主教，是葡萄牙人。
1772年被選為天主教澳門教區主教，1774年到澳門就職。他一生敵視耶穌會會士，曾上書乾隆，極盡詆毀耶穌會會士的能事。1778年求政府驅逐法籍傳教士不果。1780年奉召回歐洲述職，留在葡萄牙不返。1782年辭職後死於葡萄牙。